# ヴァルス＝カプリス (フォーレ)

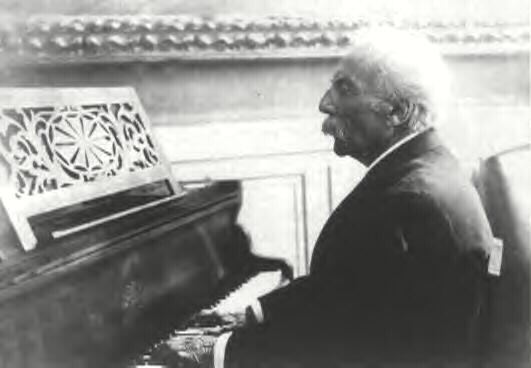
ピアノを弾くガブリエル・フォーレ

ヴァルス＝カプリス（フランス語: Valse-caprice）は、近代フランスの作曲家ガブリエル・フォーレ（1845年 - 1924年）が作曲したピアノ曲。全4曲。

## 特徴
「ヴァルス＝カプリス」という題名はフランツ・リストにさかのぼる。
その名のとおり、ワルツ（ヴァルス）とカプリス（奇想曲）の性格を併せ持つ楽曲であり、フレデリック・ショパンが開拓したピアノ・ワルツの影響を受けながらも、フォーレのヴァルス＝カプリスはその形式を拡大し、さまざまな要素を自由にかつ全体の統一感を保ちながら構成している。
1880年代のフランスではワルツが流行しており、アンリ・デュパルクの『ワルツ組曲』をはじめ、ジュール・マスネの『狂ったワルツ』、カミーユ・サン＝サーンスの『ヴァルス＝ノンシャラント』や『ヴァルス＝ミニョンヌ』、エマニュエル・シャブリエによる2台のピアノのための『3つのロマンティックなワルツ』など、作曲家たちは競ってワルツ作品を書いた。
それらはサロン風の他愛ない小品もあるが、その中にあってフォーレのヴァルス＝カプリスは形式面、内容面の双方において充実したもので、19世紀フランスのピアノ・ワルツの最高の成果とされる。
『クラシック音楽史大系7　ロシアとフランスの音楽』でフォーレの項を担当したロナルド・クライトンは、フォーレのヴァルス＝カプリスについて、「優雅さとオパールのように微光を放つ和声」と述べている。
フォーレの後、フランスのピアノ・ワルツの伝統は、彼の弟子であるモーリス・ラヴェルに受け継がれた。ラヴェルの『優雅で感傷的なワルツ』が書かれたのは、フォーレの最後のヴァルス・カプリスから17年後、1911年である。フォーレのヴァルス＝カプリスの中でもとくに第2番には『優雅で感傷的なワルツ』を思わせる箇所がある。

## 各曲について
| 番号  | 調性     | 作品番号 | 作曲年 | 区分   |
| ----- | -------- | -------- | ------ | ------ |
| 第1番 | イ長調   | 30       | 1882?  | 第一期 |
| 第2番 | 変ニ長調 | 38       | 1884   | 第一期 |
| 第3番 | 変ト長調 | 59       | 1893   | 第二期 |
| 第4番 | 変イ長調 | 62       | 1894   | 第二期 |

4曲のヴァルス＝カプリスは、フォーレの創作活動の比較的早い時期に属している。
フォーレの創作期間はしばしば作曲年代によって第一期（1860年 - 1885年）、第二期（1885年 - 1906年）、第三期（1906年 - 1924年）の三期に分けられており、一覧表はロバート・オーリッジによる作曲区分にしたがった。これによると、ヴァルス＝カプリス第1番と同第2番は第一期、第3番と第4番は第二期に属する。
最初の二つのヴァルス＝カプリスでは、フォーレはサン＝サーンスの明快で輝かしいスタイルによっている。即興的な音楽と、新鮮味に溢れた表現が特徴的である。これらは芸術作品というよりも、夜会やサロンで気晴らしのために親しい友人たちの間で演奏されることを目的にして書かれている。
後半の2曲では、構成面での緻密さが増し、主題や楽句の関連・結びつきはより有機的なものとなり、和声と転調の扱いも熟達している。その分、第2番までのような軽妙なサロン音楽的な性格は後退している。
フォーレは1908年ごろ、ドイツのフップフェルト社の自動ピアノDEAに全曲を自ら録音しており、この4曲にある種の愛着を持っていたことがうかがえる。
また、1919年3月20日付でピアニストのロベール・ロルタに宛てた手紙で、フォーレは次のように述べている。

### 第1番 イ長調 作品30
1882年？作曲、1883年にアメル社から出版された。初演は不詳。アレクサンドル・ミロシェヴィッチ嬢に献呈された。
アレグレット・モデラート、3/4拍子。繊細なメロディーが両手で受け渡しするように歌われ、ピウ・アレグロ、ヘ長調の部分を挟んで冒頭のメロディーが戻ってくる。これにオクターヴによるパッセージがときおり挿入される。コーダではピアニッモからフォルティッシモへと急激に音量を増し、主音の連打で曲を閉じる。
ここでは、右手のフレーズにショパンのワルツ第14番の反映も指摘される。

### 第2番 変ニ長調 作品38
1884年7月作曲。1885年にアメル社から出版された。初演は1889年2月16日、国民音楽協会の演奏会でボルド＝ペーヌ夫人の独奏による。フォーレの友人である作曲家アンドレ・メサジェの夫人に献呈された。
アレグロ・モデラート、3/4拍子で始まり、ウン・ポコ・モッソ、さらにピウ・モッソ・ポコ・ア・ポコと次第に速度を上げながら、8分音符が鍵盤上を駆け巡るような展開を見せる。
モルト・ピウ・レントにテンポを落とすと、嬰ハ短調（異名同音による同主短調）に転じる。ここではそれまでとは対照的に、メロディーと和音によるコラール的響きとなる。やがて、ウン・ポコ・ピウ・アニマートとなって変ニ長調に回帰する。
第2番の始まりの部分がリストのピアノ曲『泉のほとりで』を思わせるほか、ロバート・オーリッジがショパンの『華麗なる大円舞曲』との関連に言及しているのをはじめ、しばしばショパンとの類似も指摘される。
しかし、活発で華やかな曲想の中で、見せかけの転調や予想できないような解決など特異な用法が見られ、暗く情熱的な楽想はフォーレ独特のものである。
フランスの哲学者ウラジミール・ジャンケレヴィッチは、この曲が変ニ長調であることについて、歌曲『秘密』（作品23-3）や『夕べ』（作品83-2）などでも用いられた、フォーレの夜を思わせる調性であり、このヴァルス＝カプリスは夜の音楽ではないとしても、たそがれの音楽だとしている。
サン＝サーンスはこの第2番を気に入っていたらしく、練習したが、レパートリーにすることができないでいると弟子に打ち明けている。
また、1909年にイサーク・アルベニスがパリで病床に伏したとき、友人のフォーレやポール・デュカスたちが見舞いに訪れた。アルベニスは5月18日にカンボ＝レ＝バンで死去するが、パリを発つ前日、彼が最後にマルグリット・ロンに演奏してくれるように頼んだのが、このヴァルス＝カプリス第2番だった。

### 第3番 変ト長調 作品59
1893年完成、1894年にアメル社から出版された。初演は不詳。フィリップ・ディテラン夫人に献呈された。
第3番のスケッチは1887年にさかのぼるが、長い間放棄され、6年後に完成された。フォーレは1886年から1892年までピアノ作品をほとんど書いておらず、この作品の中断は、そのままフォーレのピアノ音楽創作の中断に当てはまっている。
ピアニストのアルフレッド・コルトーはこの作品について、「リズムの巧妙な扱い、楽器と形式に関する熟知」が認められると述べている。フォーレのヴァルス=カプリスは、4曲がそれぞれ異なる様式で書かれているが、コルトーの言葉どおり、この作品のリズム・パターンの精緻な扱いは、これまでの2曲とは大きく異なっており、新しい創作活動の開幕を告げるにふさわしい作品である。また、転調が頻繁に繰り返され、左手が奏する低音が転調のきっかけとなっているなど新しい工夫が認められる。
しばしば左右の手の間でメロディーの受け渡しが行われるため、演奏に際しては、両手の緊密なつながりが求められる。

### 第4番 変イ長調 作品62
1893年から1894年にかけて作曲。1894年にアメル社から出版された。初演は1896年5月2日、国民音楽協会の演奏会でレオン・ドゥラフォスの独奏による。このとき、舟歌第5番も初演されている。マックス・リヨン夫人に献呈された。
イジドール・フィリップによって2台のピアノ用に編曲されている。
モルト・モデラート・クァジ・レント、3/4拍子。多声的な手法が特徴的である。そして、この曲に先立つヴァルス＝カプリス第1番から第3番までの主要なモティーフが織り込まれており、ヴァルス=カプリスの集大成的作品といえる。
このほか、ヘミオラの効果、クロスリズムなど、リズム面での創意が見られ、コルトーはこの曲について「音楽的、ピアノ的な創造の同じような楽しさを、感情の異なった様相の下で提供してくれる」と述べている。
なお、初演者のレオン・ドゥラフォスは、この曲と舟歌第5番以外に、この年の12月ロンドンで開かれた「フォーレ・フェスティヴァル」において『主題と変奏』の初演も果たしている。